# گره در بازی‌های رفت و برگشتی
گره در بازی‌های رفت و برگشتی (انگلیسی: Two-legged tie) در ورزش‌ها (به‌ویژه در فوتبال)، گره بازی‌های رفت و برگشتی مسابقه‌ای بین دو تیم است که شامل دو بازی (دو پا) است که هر تیم میزبانی یک بازی را بر عهده دارد. تیم برنده معمولاً با جمع‌زنی تعداد گل‌ها در مجموع دو بازی تعیین می‌شود. به‌طور مثال اگر دو نتیجه زیر برقرار باشد:
- دور رفت: تیم الف ۴–۱ تیم ب
- دور برگشت: تیم ب ۲–۱ تیم الف

آن‌گاه در مجموع تیم الف ۵–۳ برنده این گره است. در بعضی از مسابقات، اگر هر تیم یک بازی را برنده شود، مساوی در نظر گرفته‌می‌شود (بدون احتساب گل‌های زده). «گره در بازی‌های رفت و برگشتی» در
رقابت‌های تک‌حذفی و بازی حذفی کاربرد دارد.

## گره‌گشایی
اگر گل‌های زده دو تیم بعد از دو بازی رفت و برگشت گره خورده باشد (برابر باشد)، می‌توان از روشهای مختلفی برای «گره‌گشایی» استفاده کرد. طبققانون گل زده در خانه حریف، تیمی که بیشتر گل خارج از خانه زده باشد، به مرحله بعدی صعود می‌کند. اگر گلهای خارج از خانه مساوی باشد یا قانون بالا در نظر گرفته نشود، ممکن است گره با وقت اضافه یا ضربات پنالتی مشخص شود. قبلاً از بازی تکراری، در زمین بی‌طرف در بازی‌های باشگاه‌های اروپا استفاده می‌شده‌است.